# Водзя
Во́дзя (рос. Водзя) — присілок в Можгинському районі Удмуртії, Росія.
Урбаноніми:
- вулиці — Вильгурдська, Зарічна, Молодіжна, Південна, Центральна

## Населення
Населення — 222 особи (2010; 235 в 2002).
Національний склад станом на 2002 рік:
- удмурти — 97 %